# Casa Bofarull
La Casa Bofarull és una antiga masia del municipi dels Pallaresos que va ser reformada per l'arquitecte Josep M. Jujol a partir de l'any 1914. Protegida, inicialment, com a bé cultural d'interès local. La casa de masovers d'aquesta també està inclosa en l'Inventari del Patrimoni Arquitectònic de Catalunya.
Fruit d'un encàrrec de Dolors i Pepita Bofarull per a fer una reparació de la teulada i que va esdevenir una reforma íntegra d'aquesta casa amb tot un seguit de construccions adjacents que es va estendre fins a l'any 1930. Destaquen la gran galeria blava, l'amplíssim arc de 10 metres fet en maó i situat a l'accés, Jujol repeteix els seients de forja al balcó que havia fet a la casa Ximenis de Tarragona. Entre els elements decoratius es troben el trencadís, especialment a la teulada, i els esgrafiats fets directament per Jujol. L'octubre de 2022 fou declarada BCIN, en la categoria de monument històric.

## Descripció
És l'edifici més interessant del poble. Correspon a una reforma de l'arquitecte Jujol, que també dissenyà tots els mobles.
L'eix central de la casa el constitueix l'escala-torre. Al seu costat hi ha infinitat d'elements arquitectònics decoratius, detalls d'acabats, reixes, mobles, etc. Els poden observar esgrafiats amb la inicial del propietari, un àngel parallamps que corona la torre, originàriament posseïdor d'ales que podien funcionar com a penell. Arcs parabòlics encreuats, de dos a dos i formant un entramat que pot ser cobert amb heura per a guarnir el jardí.
Brollador amb forma de drac que alimenta una petita font. Reixa i balcó amb seient incorporant d'estil gaudinià. La façana principal està orientada cap a l'oest i cal destacar la porta d'accés a la casa, d'arcs semicirculars d'estil romànic primitiu i la inscripció "Ave Maria" en l'arc exterior.
Els safaretjos formen el costat dret que forma el carreró que condueix a la casa pairal.
Actualment han perdut el seu caràcter originari i s'utilitzen com a hort de la casa. Estan protegits per un mur a manera de muralla, la qual està arrebossada, encara que la base de la muralla és de cantons rodats, en aquesta muralla es conserva un petit banc de pedra per a descans dels caminants.
El més característic és la coberta, que té una funció únicament decorativa i que està formada per cinc cúpules construïdes a base de la unió de dos arcs parabòlics i totes elles de dimensions irregulars.
Al costat, hi ha un magatzem que degué servir per a refugi de les cavallerisses i actualment és la granja de la casa. La porta que dona accés en aquest magatzem té un arc de mig punt i a la dovella central apareix un detall de forja, fet aprofitant antics instruments de llaurar. Al costat d'aquest magatzem i fent cantonada amb l'era de la casa trobem finestres quadrades bipartides i una finestra amb forma d'hexàgon. Per tota la façana del magatzem hi ha restes de forja o bé llums.

## Casa dels Masovers
La casa dels masovers i els safaretjos formen el costat esquerre del camí que condueix a la casa pairal dels Bofarull. Els dos elements formen un passadís estret que allunya la casa de les mirades dels curiosos.
La casa dels masovers consta de planta baixa i un pis. La planta baixa s'utilitza com a magatzem i l'alta és l'habitatge dels masovers. La planta baixa té moltes obertures cap a l'exterior. El mur que dona al carrer Major, 9, té una gran portalada amb un arquitrau emmarcat per maons. Aquesta casa fa cantonada amb el nucli principal de la casa Bofarull i és en aquest carreró on es troben la resta d'accessos: dues portes cobertes amb arcs de mig punt i una altra amb frontó triangular. Alternant aquestes portes hi ha petits ulls de bou i finestres amb cornises triangulars. Totes les obertures de la façana estan emmarcades per maons.
El pis superior presenta finestres quadrades decorades amb maons i una romboidal al costat de la casa que recorda l'estil jujolià. La casa està pintada de color ocre i els ritmes de la façana es van trencant amb els maons i pedres que s'encastellen per igual al mur o als forats de la llum i l'accés.

## Història
Es tracta d'una masia medieval, documentada des del 1367 a nom del noble francès originari del Llemosí, Jaume de Bofarull. Jujol mantenia una forta amistat amb les seves descendents, les germanes Dolors i Pepita Bofarull, amb la mort de les quals es va perdre el cognom l'any 1954.
Jujol va modificar totalment la façana est, un fantàstic mirador sobre les vinyes, i va decorar la façana oest, la característica de les masies catalanes. Sobre els rentadors va aixecar diversos jocs d'arcs parabòlics de pedra i totxo, va reconstruir l'escala interior, pintada en blau i groc intensos, i va convertir la torre en un mirador cobert. Al poble, l'arquitecte va intervenir a la casa dels Masovers, a l'Ajuntament, on hi havia també les antigues escoles, i a les cases Solé i Fortuny.

### Biennal d'Arquitectura de Venècia
El juliol de 2013 es va anunciar que Josep Torrents seria l'arquitecte que representaria Catalunya a la Biennal d'Arquitectura de Venècia de 2014, amb un projecte sobre la Casa Bofarull.
L'octubre de 2022 fou declarada BCIN, en la categoria de monument històric. La delimitació de l'entorn de protecció al voltant de la Casa Bofarull vol garantir la conservació del lloc i del seu entorn proper i assegurar el seu control i coherència, amb la inclusió de les finques que estan en contacte amb el monument, sigui físicament o visual.